# Rhinolophus creaghi
Rhinolophus creaghi är en fladdermusart som beskrevs av Thomas 1896. Rhinolophus creaghi ingår i släktet Rhinolophus och familjen hästskonäsor. IUCN kategoriserar arten globalt som livskraftig. Inga underarter finns listade i Catalogue of Life. Wilson & Reeder (2005) skiljer mellan två underarter.
Arten förekommer på sydostasiatiska öar, bland annat Palawan (Filippinerna), Borneo, Flores och på flera mindre öar. Den lever i låglandet och i bergstrakter upp till 1500 meter över havet. Habitatet utgörs av olika slags skogar. Honor och hanar vilar i grottor och bildar där stora kolonier som kan ha flera hundra eller tusen medlemmar.